# Deep (raper)
Deep, właśc. Paweł Paczkowski (ur. 8 stycznia 1981) – polski raper, autor tekstów i producent muzyczny znany z działalności w duetach Pięć Dwa z Przemysławem „Hansem” Frenclem i DXB z Grzegorzem „Bobikiem/Bobsonem” Prałatem. Prowadzi również solową działalność artystyczną pod szyldem Deep Solo.

## Biografia
Działalność artystyczną podjął w 1999 roku, kiedy wspólnie z założył zespół Pięć Dwa. W 2000 roku ukazał się debiutancki nielegal formacji pt. Najwyższa instancja. Wkrótce potem w wyniku nieporozumień Paczkowski opuścił grupę. Frencel kontynuował działalność pod nazwą 52Dębiec z udziałem hypemana Przemysława „Rona” Wieczorka.
12 marca 2004 roku ukazał się debiutancki album solowy Deepa zatytułowany We mnie. Na łamach portalu Poznan.hip-hop.pl, w internetowej ankiecie raper został wybrany najlepszym podziemnym wykonawcą roku 2004. Z kolei w 2006 roku wraz z Bobikiem wydał album pt. Refleksje. Nagrania ukazały się nakładem UMC Records. W połowie 2007 roku Paczkowski powrócił do składu Pięć Dwa. 1 września 2016 roku ukazał się drugi wspólny album duetu Deep x Bobik zatytułowany Synergia.

## Dyskografia
Albumy
| Tytuł                  | Dane dot. albumu                                        | Pozycja na liście |
| Tytuł                  | Dane dot. albumu                                        | POL               |
| ---------------------- | ------------------------------------------------------- | ----------------- |
| We mnie                | - Data: 12 marca 2004 - Wydawca: brak (nielegal)        | –                 |
| Refleksje (oraz Bobik) | - Data: 12 czerwca 2006 - Wydawca: UMC Records          | –                 |
| Synergia (oraz Bobson) | - Data: 1 września 2016 - Wydawca: Oakland4life Records |                   |
| Katarakta              | - Data: 29 września 2017 - Wydawca: DistrictArea        | 22                |

Inne
| Album                                     | Rok  | Uwagi                                             | Źródło |
| ----------------------------------------- | ---- | ------------------------------------------------- | ------ |
| Rap Eskadra (kompilacja)                  | 2004 | rap w utworach „Boo” i „Droga”                    | [ 8 ]  |
| Doniu – Czas surferów (ścieżka dźwiękowa) | 2005 | gościnnie rap w utworze „To za czym gonisz”       | [ 9 ]  |
| DA Skład (kompilacja)                     | 2005 | gościnnie rap w utworze „Cuma”                    | [ 10 ] |
| Rap Eskadra 3 (kompilacja)                | 2005 | rap w utworze „Cuma”                              | [ 11 ] |
| W.B.U. – Tylko Ci Mówię                   | 2006 | gościnnie rap w utworze „Chcemy żyć lepiej”       | [ 12 ] |
| Rap Eskadra 5 – Zima 2007 (kompilacja)    | 2006 | rap w utworze „Jesteś ze mną”                     | [ 13 ] |
| Owal/Emcedwa – Epizod IV Sens życia       | 2007 | gościnnie rap w utworze „Jeśli nie teraz”         | [ 14 ] |
| W.B.U. – Powiem Ci że…                    | 2008 | gościnnie rap w utworze „25”                      | [ 15 ] |
| Hip-Hop.pl Składanka 2008 (kompilacja)    | 2008 | rap w utworze „Jesteś ze mną”                     | [ 16 ] |
| W.B.U. – Składanka z W.B.U. Vol. 1        | 2008 | gościnnie rap w utworze „Hardcore Poznań”         | [ 17 ] |
| Brudny Zachód – Brudny Zachód Mixtape!    | 2009 | członek zespołu                                   | [ 18 ] |
| Hans – 8                                  | 2011 | gościnnie rap w utworze „Odetchnąć pełną piersią” | [ 19 ] |
| Luxtorpeda – Robaki                       | 2012 | gościnnie rap w utworze „Gdzie ty jesteś?”        | [ 20 ] |

## Teledyski
| Tytuł                        | Rok  | Reżyseria/Realizacja | Album     | Źródło |
| ---------------------------- | ---- | -------------------- | --------- | ------ |
| "Jesteś ze mną” (oraz Bobik) | 2006 | —                    | Refleksje | [ 21 ] |
| „Nieśmiertelny” (oraz Bobik) | 2006 | Punkt Zero           | Refleksje | [ 22 ] |
| „#Hot16Challenge”            | 2014 | —                    | —         | [ 23 ] |